# 国際連合安全保障理事会決議125
国際連合安全保障理事会決議125（こくさいれんごうあんぜんほしょうりじかいけつぎ125、英: United Nations Security Council Resolution 125, UNSCR125）は、1957年9月5日に国際連合安全保障理事会で採択された決議。マラヤ連邦（現在のマレーシア）の国連加盟申請を検討し、理事会は全会一致でマラヤ連邦の承認を総会に勧告した。